# Colin Batch
Colin Batch (* 27. März 1958 in Melbourne) ist ein ehemaliger australischer Hockeyspieler, der mit der australischen Hockeynationalmannschaft 1986 Weltmeister war, 1982 und 1990 war er Weltmeisterschaftsdritter. Als Nationaltrainer betreute er die Herren-Nationalmannschaften Australiens, Belgiens und Neuseelands.

## Sportliche Karriere
Colin Batch trat von 1979 bis 1990 in 175 Länderspielen für Australien an.
Bei der Weltmeisterschaft 1982 in Bombay gewannen die Australier ihre Vorrundengruppe. Im Halbfinale unterlagen sie der deutschen Mannschaft im Siebenmeterschießen. Im Spiel um Bronze gewannen sie mit 4:2 über die Niederländer. Auch bei den Olympischen Spielen 1984 in Los Angeles gewannen die Australier ihre Vorrundengruppe. Im Halbfinale unterlagen sie der Mannschaft Pakistans mit 0:1. Gegen die Briten verloren die Australier im Spiel um den dritten Platz mit 2:3. Zwei Jahre später bei der Weltmeisterschaft 1986 in London gewannen die Australier ihre Vorrundengruppe und bezwangen im Halbfinale die sowjetische Mannschaft. Im Finale besiegten sie die Engländer mit 2:1. Auch bei seiner zweiten Olympiateilnahme 1988 in Seoul gewannen die Australier ihre Vorrundengruppe. Im Halbfinale unterlagen sie den Briten mit 2:3, anschließend verloren sie auch das Spiel um Bronze mit 1.2 gegen die Niederländer. 1990 nahm Batch an der Weltmeisterschaft in Lahore teil. Die Australier unterlagen im Halbfinale der pakistanischen Mannschaft mit 1:2. Im Spiel um den dritten Platz gewannen sie gegen die deutschen Herren mit 2:1.
Von 2000 bis 2008 war Colin Batch Assistenztrainer der australischen Nationalmannschaft, In dieser Zeit gewannen die australischen Herren unter Cheftrainer Barry Dancer die olympische Goldmedaille 2004 und waren Zweite der Weltmeisterschaften 2002 und 2006. Nach der olympischen Bronzemedaille 2008 ging Colin Batch zunächst als Vereinstrainer zu den KHC Dragons nach Belgien. Von 2010 bis 2012 war er Cheftrainer der belgischen Herren-Nationalmannschaft, mit der er den fünften Platz bei den Olympischen Spielen 2012 erreichte. Danach wechselte Batch als Nationaltrainer nach Neuseeland. Mit den Black Sticks belegte er den vierten Platz bei den Commonwealth Games 2014 und war Siebter der Olympischen Spiele 2016. Erneut übernahm Batch nach den Olympischen Spielen eine neue Aufgabe und wurde Trainer der australischen Nationalmannschaft. 2018 siegten die Kookaburras bei den Commonwealth Games und belegte den dritten Platz bei der Weltmeisterschaft 2018.